# Eduardo Diniz Santos Almeida

Diniz de Almeida, em diálogo com o capitão páraquedista Sebastião Martins, 11 de março de 1975.

Eduardo Diniz Leitão dos Santos Almeida GOL (Lisboa, 7 de julho de 1944 — 16 de Maio de 2021) foi um dos militares co-organizadores do 25 de Abril de 1974. Destacou-se na resistência do Regimento de Artilharia Ligeira de Lisboa (RALIS) às forças spínolistas a 11 de Março de 1975. Militar politicamente ativo no período do Processo Revolucionário em Curso (PREC), ficou então conhecido como o "Fittipaldi das Chaimites", sendo no término deste tempo um dos derrotados do 25 de Novembro de 1975.
Durante a democracia continuou a atividade cívica como psicólogo pro-bono, e como político.

## Guerra colonial e 25 de Abril de 1974

### Guerra colonial e contestação
Tornando-se militar, esteve em Moçambique durante a guerra colonial como alferes na Companhia de Cavalaria n.º 1601, no Niassa (sob as ordens de Mário Tomé) e na 4ª Companhia de Comandos (com António Calvinho). No período substituiu Carlos Matos Gomes em Moçambique.
Vai envolver-se na contestação ao Estado Novo e na organização da revolução dos cravos, pelo Movimento das Forças Armadas (MFA). A 9 de Setembro de 1973, a reunião preparatória em Monte do Sobral, em Alcáçovas, contará com as presenças de Ponces de Carvalho, Sousa e Castro, Bicho Beatriz, Vasco Lourenço, Rosário Simões, Marques Júnior, Carlos Camilo e ele próprio. Desta reunião, resultará uma carta de protesto formal ao então Presidente do Conselho de Ministros, Marcello Caetano, sobre as novas condições de carreira dos oficiais militares.
Carlos Matos Gomes atribui a Diniz Almeida o papel de ligação entre as reuniões preparatórias do 25 de Abril em Portugal continental e as comissões coordenadoras nas colónias. Debaixo de olho da polícia política PIDE, é deslocado de Lisboa para Penafiel e depois para a Figueira da Foz.

### 25 de Abril de 1974
Terá tido funções na Comissão Coordenadora do MFA em representação da arma de Artilharia, mas é neste papel substituido por Otelo Saraiva de Carvalho. É-lhe atribuído um papel relevante a 25 de Abril de 1974 no plano coordenado por Otelo, plano cuja autoria Diniz atribui não apenas a Otelo, mas sim uma "agregação de vários planos feitos pelas várias componentes do movimento".
Na madrugada, com Fausto Almeida Pereira, toma controlo do Regimento de Artilharia Pesada n.º 3 (RAP 3), neutralizando os comandantes. Sai da Figueira da Foz em direção a Lisboa e cerca o Forte de Peniche. Face à resistência dos ocupantes, e sob as ordens de Gertrudes da Silva, altera-se o plano inicial de Otelo, de ocupar o Forte, Gertrudes da Silva trazendo a maior parte das suas forças para Lisboa, incluindo Diniz Almeida e o seu comando, vindo estas a ocupar o Regimento de Artilharia Ligeira (RALIS). Mais tarde, Diniz Almeida atribuiria a si mesmo crédito pela decisão.
Em Lisboa, ocupa ainda o quartel da Legião Portuguesa, na Penha de França, e o edifício da Mocidade Portuguesa, no bairro da Boavista, onde mais tarde seria criado o Clube Social e Desportivo do Bairro da Boavista.
Depois de prévios esforços (com petição feita ainda à administração de Marcello Caetano), apoia a fundação da Associação dos Deficientes das Forças Armadas (ADFA), com o agora Coronel António Calvinho, em maio de 1974.

## Processo Revolucionário Em Curso

### 11 de Março de 1975
No pós-25 de abril a sociedade posicionou-se à volta de diferentes grupos ideológicos crescentemente entre-hostis. A 11 de março de 1975, crendo que o RALIS de Diniz Almeida albergava forças especiais do Bloco Soviético que iriam participar num golpe sangrento titulado "Operação da Matança da Páscoa", as forças de direita associadas ao anterior presidente António de Spínola vão intentar um golpe.
Diniz Almeida foi a figura operacional proeminente do dia. No RALIS, organiza a defesa e enfrenta os paraquedistas da Base Aérea de Tancos liderados pelo coronel Rafael Durão, apoiante de Spínola. Sob o seu comando, procede-se à ocupação quase imediata de três torreões de 10 andares, situados em frente ao quartel, o que permite detectar e rechaçar os 40 paraquedistas comandados pelo capitão Sebastião Augusto Martins e Major Mensurado, que têm a missão de tomar o quartel As imagens de alguma troca de fogo real e do diálogo entre oficiais e populares ficou famosa.
Nessa noite, na chamada "Assembleia Selvagem", Diniz Almeida está entre os que apela ao fuzilamento dos insurrectos spinolistas, porta-voz da "posição maioritária de oficiais, sargentos e soldados do RAL 1", vindo a ser apoiado por Salgueiro Maia. São refreados pelos moderados como o capitão Cabral e Silva e major Costa Neves, apoiados por Rosa Coutinho, que lembram aos radicais presentes que nem a ditadura havia executado os responsáveis do fracassado Golpe das Caldas.
No dia seguinte, guardas militares do RALIS subalternos de Diniz Almeida, armados de fuzis G3, assassinam um civil, António Ramalho Fialho, que "não obedece a ordem de paragem", ferindo também Conceição Santos que o acompanhava na viatura. Terá ido ao RALIS averiguar os estragos, tendo feito um comentário de “provocação contra-revolucionária” que poria em dúvida a violência do ataque efectuado no dia anterior, o que geraria uma "multidão excitada e ameaçadora" chamando-o de fascista e que lhe "reclamava a morte", que se viria a concretizar em breve modo. Imediatamente após o baleamento, ouvem-se aplausos da multidão. Verificando-se que os ocupantes do veículo foram atingidos, escuta-se alguém dizer "estes já não fazem mal a ninguém". 
O golpe falhado das forças spínolistas dá força à esquerda radical e ao Governo provisório, instigando o Verão Quente.

### Verão Quente
Diniz Almeida torna-se um dos rostos emblemáticos do PREC, o RALIS sob seu comando um dos seus símbolos. É alcunhado de "Fittipaldi das Chaimites" em referência ao piloto de fórmula 1, Emerson Fittipaldi, pela sua forma de conduzir um carro blindado Chaimite para as suas aparências em eventos políticos durante o PREC, em assembleias de trabalhadores e em manifestações. O politizado RALIS ganha destaque internacional e recebe as visitas do filósofo Jean-Paul Sartre e de Serge July, director do Jornal Libération.
É acusado de participar nas torturas que tomaram lugar no RALIS em maio de 1975 no rescaldo do 11 de Março, e será alvo de um processo judicial, mas defende-se dizendo que não teria informação destas até à ordem de retirada dos prisioneiros para a prisão de Caxias, que fez cumprir em adversa hostilidade por parte de populares do Movimento Reorganizativo do Partido do Proletariado (MRPP), que haviam raptado as vítimas e tomado parte nestas sevícias ao lado de militares do RALIS. Nesta ocasião, quando o Comando Operacional do Continente (COPCON) de Otelo de Carvalho comanda uma tentativa de retirar os raptados para processamento na prisão de Caxias, é impedido por populares. Diniz Almeida é convocado para se sobrepor a Leal de Almeida, comandante do RALIS e também ele membro do MRPP, que havia chefiado as sevícias da sua unidade, em conjunto com outros militares e populares do MRPP.
Pouco após as eleições constituintes (que haviam sido opostas por algumas facções comunisto-socialistas tementes de perder a revolução pela "via eleitoralista", havendo facções que procuravam colmatar esta perda com permanente institucionalização do MFA, verificando-se no PREC a consolidação de poder das FA), a 16 de julho de 1975, milhares de manifestantes encabeçados por Diniz de Almeida exigem a dissolução da recém-empossada Constituinte, substituindo-a, em conjunto com a futura Constituição e Parlamento, por Assembleias Populares.
Em 27 de setembro, tinha-se dado um ataque de manifestantes a representações diplomáticas de Espanha, na Praça de Espanha lisboeta, no Porto e em Évora, como protesto pela execução de cinco nacionalistas bascos de extrema-esquerda pelo regime franquista, levada a cabo nesse mesmo dia. Já em 1982, Diniz Almeida será discretamente julgado, conjuntamente com outros militares do RALIS, pela sua actuação no decorrer destes ataques.

#### Entre-acusações de armamento indevido
Ao fim do Verão Quente o MFA fracturara-se, opondo-se a "esquerda moderada" aos cada vez mais entre-distantes e extremados gonçalvistas e otelistas, num ambiente em que crescentemente se antecipa uma possível guerra civil. Otelo de Carvalho ocupa-se em armar grupos civis amigáveis, incluindo aqueles responsáveis por atentados terroristas como o PRP-BR, ao qual o capitão Álvaro Fernandes entrega mil G3 em 10 de setembro de 1975, para "satisfação" de Otelo de Carvalho, que o incumbira da distribuição. Otelo, que procura pôr armas "em boas mãos" "à esquerda", declara que "à direita é que era perigoso". A 1 de outubro o Partido Socialista (PS) denuncia um "golpe de esquerda" que seria executado a partir do RALIS e da Rádio Renascença (ocupada por revolucionários desde 27 de maio). No dia 3 de Outubro, militares do Centro de Instrução de Artilharia Anti-aérea de Cascais (CIAAC), sob nova ordem do Otelo Saraiva de Carvalho, tentaram levantar 3 000 novas espingardas G3, o que foi negado por parte de Diniz Almeida, desconfiado, uma vez que era esperado entregar 1 000 ao CIAAC e 2 000 ao Regimento de Infantaria Operacional de Queluz (RIOQ).
Diniz Almeida é acusado pelos grupos moderados de ter aquiescido a novo abuso de poder de Otelo, mas o major nega veemente, considera estas acusações boatos postos a correr pelo PS, ressalvando no entanto que não "tem a mínima dúvida em as fornecer [armas à população civil] (...) se for atacado por qualquer força (...) que vise instaurar um regime fascista".
A 6 de outubro, trabalhadores rurais do Alentejo e Ribatejo manifestam-se junto ao RALIS. Encabeça a manifestação o conhecido de Diniz Almeida, Celestino Garcia, da Herdade do Sobral. O "Fittipaldi das Chaimites" fala aos manifestantes, contra os políticos eleitos: "Nós não estamos a viver na Revolução, mas um carnaval político". Nesta manifestação, o PS é acusado de maquiavélico semear de discórdia entre os militares, e de estar a entregar armas pesadas ao Regimento de Comandos.
É ainda no RALIS que ocorre o “primeiro e único juramento de bandeira revolucionário. A 21 de novembro, perante o general Carlos Fabião e uma operária representante das comissões de moradores e de trabalhadores da zona, 170 novos recrutas de braço estendido e punhos cerrados, juram pela Pátria, comprometem-se a estar sempre ao lado do povo, da classe operária e a aceitar voluntariamente a disciplina revolucionária (...) contra o fascismo, contra o imperialismo, pela democracia e poder para o povo, pela vitória da revolução socialista.”

### 25 de Novembro de 1975
A 25 de Novembro há um confronto entre diferentes forças militares. Na polarização crescente no seguimento do PREC, paraquedistas, RALIS e Escola Prática de Administração Militar (EPAM) associados à esquerda militar posicionam-se em Lisboa. Contactos políticos de iniciativa do Presidente Costa Gomes evitarão a guerra civil. A data marca uma inflexão na correlação de forças com a derrota da esquerda radical.
Diniz Almeida, ainda ligado à liderança do RALIS, é dos últimos a desmobilizar. É chamado pelo Presidente Costa Gomes ao Palácio Presidencial e é detido a 26 de novembro, a mandato autorado por Vasco Lourenço. Após processos disciplinares e sua ilibação, passa à reserva como major.

### Retrospectivas
Mário Tomé, otelista oposto ao Grupo dos Nove e outro dos derrotados do 25 de Novembro, ao comentar Diniz Almeida, diria que “com Otelo e Vasco Gonçalves”, Diniz Almeida foi “alvo das mais imbecis e brutais calúnias por parte dos que, civis e militares, mesmo que rendidos a uma revolução que lhes trocou as voltas, tiveram sempre no pensamento e no coração um 25 de Novembro que haveria de chegar”.
Já Diniz Almeida, perante a frustração das suas expectativas políticas "basistas", contra a representação deputada ao parlamento, criticaria o que entenderia como excessiva proximidade entre Costa Gomes e Otelo, "fraude" que no seu entender não teria tomado suficiente partido das ideias por ambos partilhadas.

## Atividade durante a democracia
Licenciou-se em Psicologia Clínica e Medicina Dentária. Não tendo as suas posições políticas vingado, Diniz Almeida continua com várias iniciativas de carácter cívico e político. Nalgumas utiliza os novos conhecimentos adquiridos, dedicando-se ao apoio psicológico a toxicodependentes, incluindo pro bono.
Na sua ação cívica, teve particular ligação ao Bairro da Boavista, na periferia de Monsanto, Lisboa.
Diniz Almeida foi ainda vereador eleito na Câmara Municipal de Cascais pela CDU como independente, entre 2001 e 2005.
Já como político, depois da sua reforma nas Forças Armadas, é promovido a Coronel de Artilharia, em 2003. 

## Morte e homenagens
Morre a 16 de Maio de 2021, vítima de COVID-19. Foi cremado no Cemitério do Alto de São João.
A notícia da sua morte foi noticiada na RTP, nos jornais Expresso, Público, Correio da Manhã, Jornal i, Observador e na revista Sábado. A sua morte foi ainda notada pela CGTP, PCP, União de Resistentes Antifascistas Portugueses (URAP), e jornal Esquerda.
No âmbito das Comemorações oficiais dos 50 anos do 25 de Abril, a Associação de Moradores do Bairro Boavista festejou a data com uma homenagem a Diniz Almeida.
A 8 de março de 2023, a presidência de Marcelo Rebelo de Sousa concede-lhe a título póstumo a honra de Grande-Oficial da Ordem da Liberdade.

## Publicações
- As origens e evolução do Movimento dos Capitães (1977)
- Ascensão, apogeu e queda do MFA – 2 volumes (1979)